# Seznam premiérů Kanady
V tomto seznamu jsou uvedeni všichni premiéři, kteří zastávali funkci od 1. července 1867, vzniku Kanady.
| Politická strana           | Jméno                           | Období                                | Fotka |
| -------------------------- | ------------------------------- | ------------------------------------- | ----- |
| Liberálně-konzervativní    | Sir John Alexander Macdonald    | 1. červenec 1867 – 5. listopad 1873   |       |
| Liberální                  | Alexander Mackenzie             | 7. listopad 1873 – 9. říjen 1878      |       |
| Liberálně-konzervativní    | Sir John Alexander Macdonald    | 17. říjen 1878 – 6. červen 1891       |       |
| Liberálně-konzervativní    | Sir John Abbott                 | 16. červen 1891 – 24. listopad 1892   |       |
| Konzervativní              | Sir John Sparrow David Thompson | 5. prosinec 1892 –12. prosinec 1894   |       |
| Konzervativní              | Sir Mackenzie Bowell            | 21. prosinec 1894 – 27. duben 1896    |       |
| Konzervativní              | Sir Charles Tupper              | 1. květen 1896 – 8. červenec 1896     |       |
| Liberální                  | Sir Wilfrid Laurier             | 11. červenec 1896 – 6. říjen 1911     |       |
| Konzervativní/Unionistická | Sir Robert Borden               | 10. říjen 1911 – 10. červenec 1920    |       |
| N.L.C.                     | Arthur Meighen                  | 10. červenec 1920 – 29. prosinec 1921 |       |
| Liberální                  | William Lyon Mackenzie King     | 29. prosinec 1921 – 29. červen 1926   |       |
| Konzervativní              | Arthur Meighen                  | 29. červen 1926 – 25. září 1926       |       |
| Liberální                  | William Lyon Mackenzie King     | 25. září 1926 – 6. srpen 1930         |       |
| Konzervativní              | Richard Bedford Bennett         | 7. srpen 1930 – 23. říjen 1935        |       |
| Liberální                  | William Lyon Mackenzie King     | 23. říjen 1935 – 15. listopad 1948    |       |
| Liberální                  | Louis Saint-Laurent             | 15. listopad 1948 – 21. červen 1957   |       |
| Progresivně-konzervativní  | John Diefenbaker                | 21. červen 1957 – 22. duben 1963      |       |
| Liberální                  | Lester B. Pearson               | 22. duben 1963 – 20. duben 1968       |       |
| Liberální                  | Pierre Trudeau                  | 20. duben 1968 – 4. červen 1979       |       |
| Progresivně-konzervativní  | Joe Clark                       | 4. červen 1979 – 3. březen 1980       |       |
| Liberální                  | Pierre Trudeau                  | 3. březen 1980 – 30. červen 1984      |       |
| Liberální                  | John Turner                     | 30. červen 1984 – 17. září 1984       |       |
| Progresivně-konzervativní  | Brian Mulroney                  | 17. září 1984 – 25. červen 1993       |       |
| Progresivně-konzervativní  | Kim Campbellová                 | 25. červen 1993 – 4. listopad 1993    |       |
| Liberální                  | Jean Chrétien                   | 4. listopad 1993 – 12. prosinec 2003  |       |
| Liberální                  | Paul Martin                     | 12. prosinec 2003 – 6. únor 2006      |       |
| Konzervativní              | Stephen Harper                  | 6. únor 2006 – 4. listopadu 2015      |       |
| Liberální                  | Justin Trudeau                  | 4. listopadu 2015 – 14. března 2025   |       |
| Liberální                  | Mark Carney                     | od 14. března 2025                    |       |